# Burgruine Ried am Riederberg
Die Burgruine Ried ist die Ruine einer Spornburg am Hausberg von Ried am Riederberg im Wienerwald, die nach dem derzeitigen Stand der Forschung wahrscheinlich um 1200 entstand. Heute sind nur noch spärliche Reste einer romanischen Rundturmruine, einer Zwingermauer und der Vorburg erhalten.

## Lage
Die Reste der Burganlage befinden sich auf einer 320 m hohen, dem Klosterberg nordwestlich vorgelagerten Hügelkuppe mit dem Flurnamen Hausberg rund 1 km südlich von Ried am Riederberg. Die etwa 3000 m² große, hausbergartige Kernburg ist von einem Burggraben und einem eindrucksvollen Wall- und Grabensystem umgeben.

## Geschichte
Urkundlich kommt um 1170 ein babenbergischer Ministeriale namens Konrad von Ried als Gründer der Burg infrage. 
Unter ungeklärten Umständen gelangt die Burg Anfang des 13. Jahrhunderts in den Besitz der Kuenringer. Am 22. Mai 1211 erreicht Hadmar II. von Kuenring die Loslösung der Rieder Burgkapelle von der Mutterpfarre Sieghartskirchen. Bereits um 1260 tauschen die Brüder Leuthold und Heinrich von Kuenring die von Burggrafen verwaltete Burg Ried mit dem Böhmenkönig Ottokar II. Přemysl gegen die Pfandschaft der Stadt Zwettl und die Belehnung mit Rossatz ein. Am 21. Juli 1280 bestätigt Rudolf von Habsburg erneut den Tausch. 
Konrad von Tulln, Landschreiber und Geldgeber Rudolfs von Habsburg, erhält die Burg im Jahre 1281 als herzogliches Pfand für die enormen Kosten des Feldzuges gegen Ottokar II. Přemysl. 1286 überlässt Konrad von Tulln die Burg seiner Tochter Adelheid und seinem Schwiegersohn Otto von Kahlenberg, der sich darauf mehrmals als Schenk von Ried nennt. 

### Schenken von Ried
Die Schenken von Ried, die herzogliche Ämter wie das des Forstmeisters an der Wiener Hofburg bekleiden, lässt sich urkundlich bis Anfang des 15. Jahrhunderts nachweisen (vgl. Hütteldorfer Pfarrkirche 1356). 
Erst 1381 kann die Pfandschaft der Burg durch Hans dem Schenken von Ried gegen Geld in ein Lehen umgewandelt werden. 1412 stirbt er kinderlos als Letzter seines Geschlechts. 
Seine Witwe Walpurga, eine geborene Hauser, verzichtet gegen eine finanzielle Entschädigung auf die Burg, die darauf an Herzog Albrecht V. zurückgelangt. 
In einer Besitzurkunde bestätigt dessen Sohn Ladislaus Postumus die Burg kurze Zeit später bereits als verödet. Vermutlich bestand die Anlage noch als Ruine weiter und wurde durch umfangreiche Nutzung als Steinbruch fast gänzlich zerstört.

## Erhaltungszustand

Hypothetische Rekonstruktion der Burg Ried um 1400

Aufgrund von Steinraub in den letzten Jahrhunderten ist von der Burganlage nur noch wenig oberirdisches Mauerwerk vorhanden. Zu den markantesten noch stehenden Mauerwerken gehören die Reste einer romanischen Rundturmruine, die sich in die erste Hälfte des 13. Jahrhunderts einordnen lässt. Vereinzelt sind an einigen Stellen noch Mauerreste eines westlich vorgelagerten Zwingers und einer ausgedehnten Vorburg erkennbar. Insbesondere die Reste der Kernburg sind teils mehrere Meter unter Schutt begraben.

## Die Burgruine heute
Verheerende Stürme der letzten Jahre (Orkan Kyrill 2007, Sturmtief Paula und Orkan Emma 2008) haben das Gelände schwer in Mitleidenschaft gezogen. Ein Teil des Rotbuchenwalds im Zentrum der Anlage erlitt Windbruch oder wurde entwurzelt. Seit 2010 wird die denkmalgeschützte Ruine durch einen ins Leben gerufenen Erhaltungsverein gesichert. Seit 2011 koordiniert der aus Laien bestehende Verein unter Einbindung von interessierten Wissenschaftlern ein Citizen-Science-Projekt zur archäologischen und bauhistorischen Erforschung der Burganlage.

## Fotos

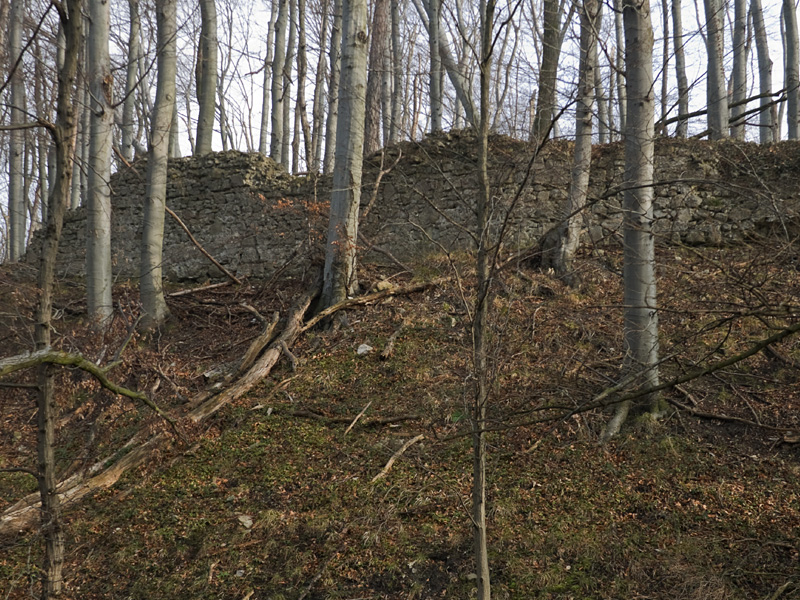
Zwingermauer vom Burggraben aus gesehen
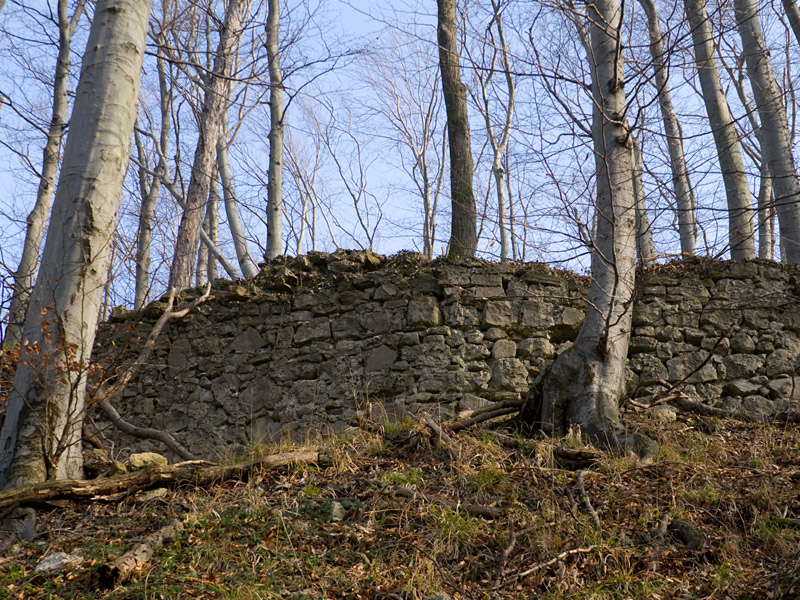
Zwingermauer vom Burggraben aus gesehen
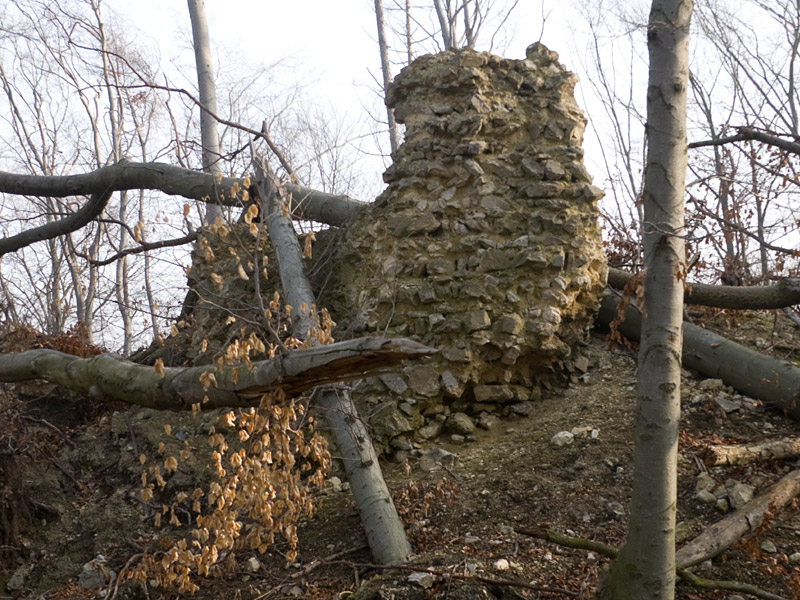
Rundturmruine im Zentrum der Anlage
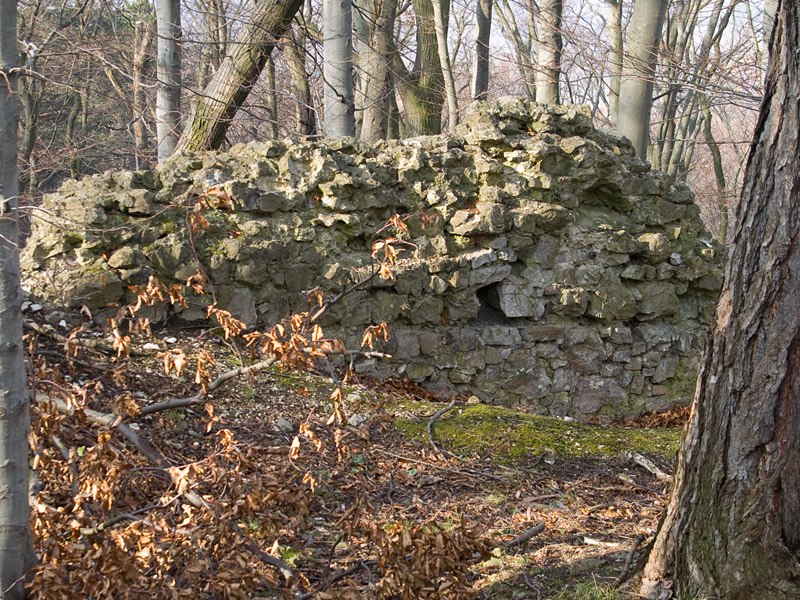
Zwingermauer vom Burghof aus gesehen
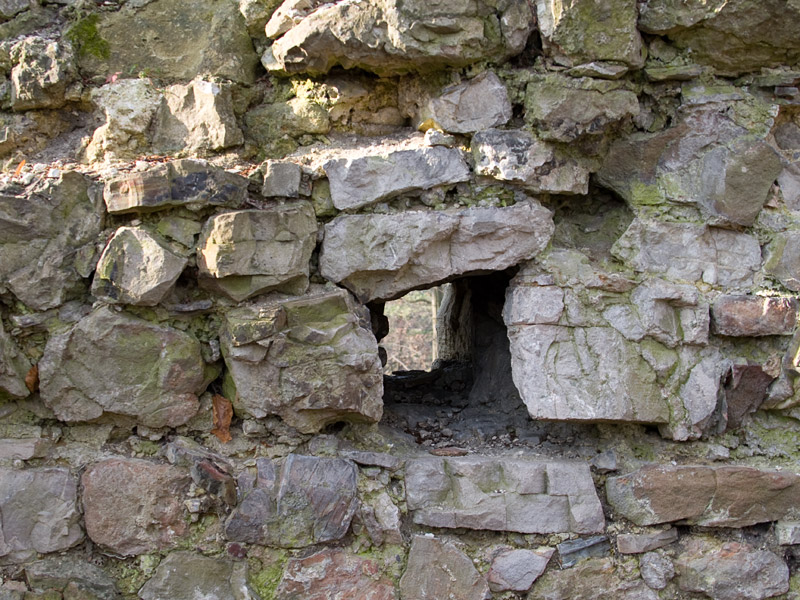
Rüstloch in der Zwingermauer